# Styrmand Malone
Styrmand Malone (originaltitel Pied Piper Malone) er en amerikansk stumfilm fra 1924 instrueret af Alfred E. Green.

## Medvirkende
- Thomas Meighan som Jack Malone
- Lois Wilson som Patty Thomas
- Emma Dunn som Malone
- Charles A. Stevenson som James P. Malone
- George Fawcett som Clarke
- Cyril Ring som Charles Crosby Jr.
- Claude Brook som Charles Crosby Sr.
- Joseph Burke som Mr. Thomas